# NECモバイルコミュニケーションズ
NECモバイルコミュニケーションズ株式会社（エヌイーシーモバイルコミュニケーションズ、NEC Mobile Communications, Ltd.）は、移動体通信端末の企画・開発・生産・保守および携帯電話向けコンテンツ運営等を行っていたNECグループの企業にして日本電気（NEC）の完全子会社であった。かつてはNECの連結子会社でカシオ計算機の持分法適用会社でもあった。単に「NECモバイル」と呼ばれる事が多く、更に縮めて「Nモバ」（NECカシオモバイルコミュニケーションズ時代は「Nカシ」）と呼ばれることもあった。2016年3月、携帯電話事業をNEC本体に再び「譲渡」し、解散した。

## 概要
NECの携帯電話端末事業（モバイルターミナル事業本部）とカシオ日立モバイルコミュニケーションズ（CHMC）の統合の受け皿として、NECとカシオ計算機、日立製作所の3社の合弁会社となる「NECカシオモバイルコミュニケーションズ」（当時）が、まずNECの完全子会社として設立された。
当初は2010年4月1日付けでNECのモバイルターミナル事業本部を吸収分割し、CHMCを吸収合併することで統合を行う予定であったが、海外における独占禁止法関連の審査が遅れたため2010年2月26日付けで5月1日へ延期（NECからの事業分割のみ実施）、4月20日付けで6月1日へ再度延期されることとなり、6月1日にCHMCを吸収合併し統合を完了した。
以上の統合経緯から日立製作所も主要株主であったが、事業統合以降日立ブランドの携帯電話端末は発売されなかった。ただし、日立コンシューマエレクトロニクス製のテレビWoooのネットワーク機能「スマホ持ち出し」「スマホ再生」の動作確認を行っている機種がN-04D以降のMEDIASシリーズであり、少なからず当社と日立との連携は図られていた。
また、CHMCからの流れで、トイズファクトリーのモバイルサイトも運営していた。実際トイズファクトリーのモバイルサイトのフッターは「(C)TOY'S FACTORY Inc. Powered by NEC CASIO Mobile Communications, Ltd.」であった。
海外市場での不振に加え、NEC時代は折りたたみ型携帯で一躍人気となった同社も、2010年代に入り、日本国内でもスマートフォンの時代になると、スマートフォンへの対応・取り組みが遅れ魅力ある商品開発ができず、Apple（iPhone）、サムスン電子（GALAXYシリーズ）などの海外メーカーのシェアが拡大して赤字が続き、レノボとの携帯電話事業統合を検討するも結局断念し、2013年7月にスマートフォンの新規開発を中止し在庫分のみを以って販売を終了した。ただし、レノボには3800件の中核的な携帯電話関連特許を売却している。また、スマートフォンの修理等の保守業務、およびフィーチャーフォン（従来型携帯電話）の開発、製造、販売は継続している。さらに2013年12月にはカシオと日立が保有する全株式をNECが買い取ることが発表され、NECの完全子会社に戻る。これでカシオと日立は携帯電話端末事業からの完全撤退と相成った。
NEC完全子会社となったこともあり、2014年10月1日付けで、NECモバイルコミュニケーションズに改称し、社名から「カシオ」が消滅した。
同社のウェブサイトの製品紹介では、端末画像をクリックするとそれぞれの企業ブランド別の製品情報サイトに移動するようになった。
2015年12月25日、同社の携帯電話端末事業を2016年3月1日付けで親会社のNECに「事業譲渡」することを発表した。これまでの同事業の段階的縮小に伴い「独立会社として運営するには非効率な事業規模となった」ことを踏まえての決定と説明している。しかしこの「事業譲渡」とはNECも携帯電話端末事業から完全撤退することを意味していた。
2016年2月29日、NECはNECモバイルコミュニケーションズを同年3月24日付けで解散するとともに同社に対する1012億円の債権を放棄することを発表した。
解散から5年経った2021年3月31日をもって、お問い合わせ窓口によるNEC製携帯電話のユーザーへのサポートも終了し、その同年3月17日付の告知においてNECは2014年発売のモデル（N-01G）を最後に既に携帯電話端末事業から完全撤退していたことを発表した。これをもって、自動車電話101型から約33年間（サポートのみの期間も含む）に及んだNECの携帯電話端末の歴史に遂に終止符が打たれた。またキャリアによる修理等のサポートも全機種で打ち切られており、どんなに遅くとも2026年3月31日にはFOMAの停波によって全機種の命脈も完全に絶たれる。

## 端末
各ブランドの機種については、それぞれ以下も参照の事。
- NEC（N）
  - NECの携帯電話一覧
  - MEDIAS
- カシオ（CA）
  - エクシリム
  - G'zOne
- 日立（H）
  - Woooケータイ
- カシオ日立モバイルコミュニケーションズ#カシオ日立が開発担当の機種（型番順）

### NTTドコモ
事実上も含めた全ての機種がN。なおデータ端末であるN-01H・N-01Jは当社ではなくNECプラットフォームズが担当している。

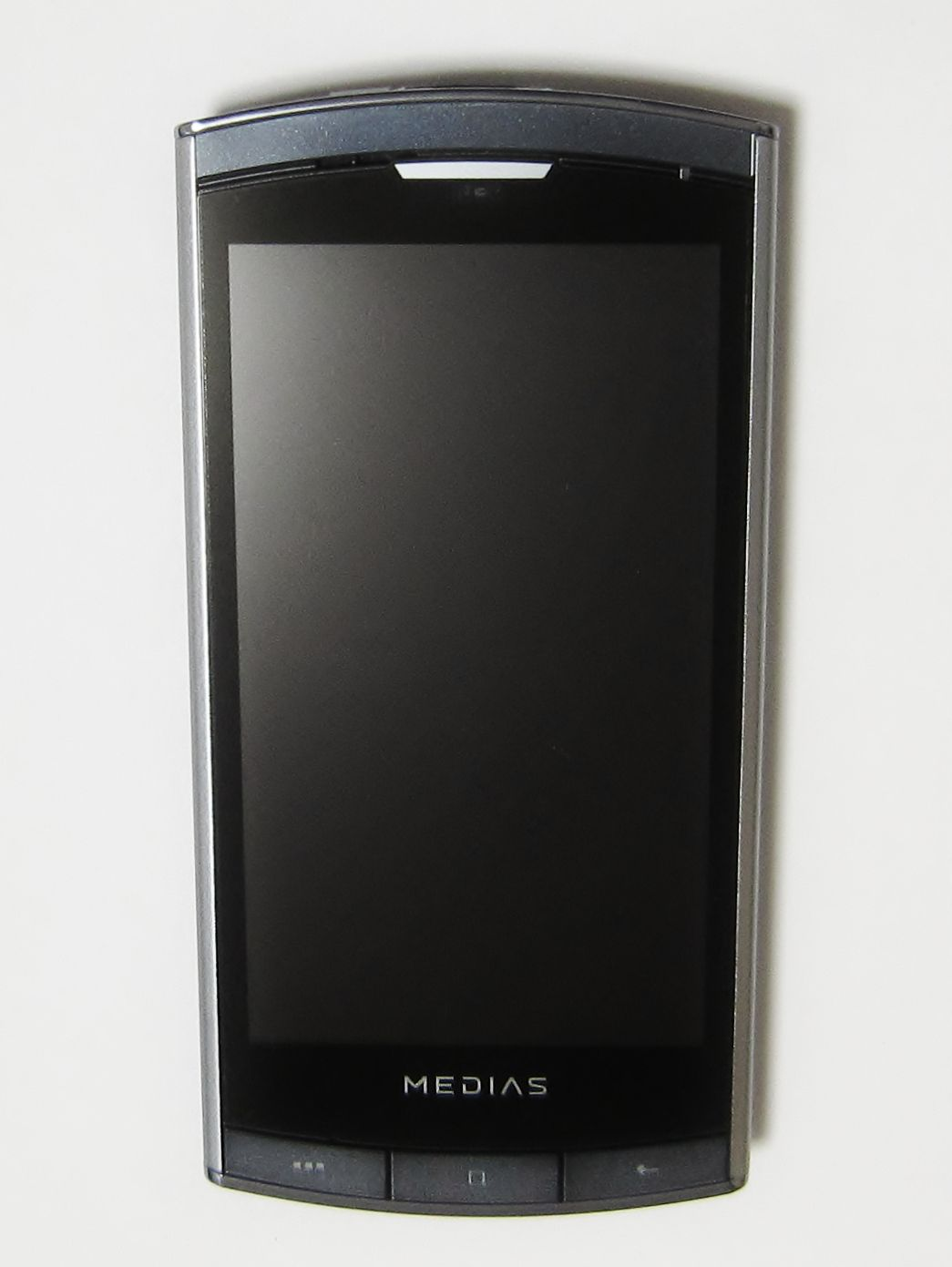
MEDIAS（N-04C）

#### docomo PRIME series
- N-04B
- タフネスケータイ N-03C
- EXILIMケータイ CA-01C - EXILIMケータイのためCAを冠するが事実上のN。

#### docomo STYLE series
- N-01C
- N-02C
- N-02D
- N-03D
- N-01E

#### ドコモ ケータイ
- N-01F
- N-01G - 全キャリアを通して唯一のNECモバイルコミュニケーションズ名義の端末。

#### docomo SMART series
- N-07B
- N-05C

#### docomo PRO series
- N-08B

#### ドコモ スマートフォン
第1期
- MEDIAS N-04C
- MEDIAS WP N-06C（後with）

第2期
- MEDIAS X N-06E

#### docomo with series
- MEDIAS ES N-05D
- MEDIAS X N-07D
- MEDIAS U N-02E／N-02E ONE PIECE
- Disney Mobile on docomo N-03E
- MEDIAS X N-04E

#### docomo NEXT series
- MEDIAS PP N-01D
- MEDIAS LTE N-04D
- MEDIAS W N-05E

#### 業務用端末
- N-07E

### KDDI／沖縄セルラー電話連合（各au）
主にCA。au唯一のNとなるIS11N（NEI11）も発売されていた。カシオ日立時代はHも発売されていた。なおカシオ日立時代同様、CAの製品カタログには表向きにはNECカシオの名前が出ない。

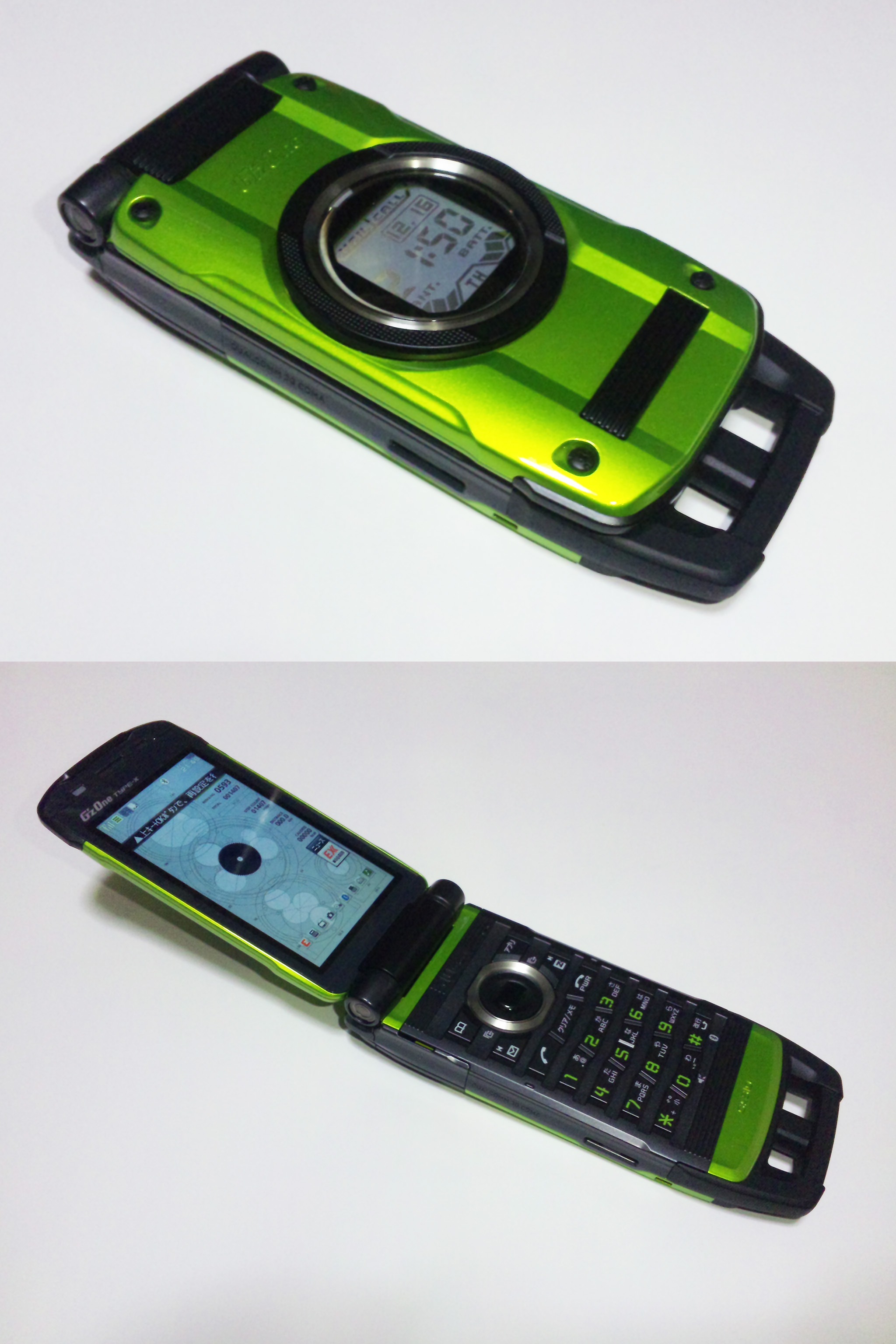
G'zOne TYPE-X

機種名の括弧内は実際の製造型番である。

#### CDMA 1X WINシリーズ（フィーチャーフォン）
- EXILMケータイ CA006（CDMA CA006）
- G'zOne TYPE-X（CDMA CAY01）
- CA007（CDMA CA007）

#### スマートフォン「ISシリーズ/Lシリーズ」
- G'zOne IS11CA（CDMA CAI11）
- MEDIAS BR IS11N（CDMA NEI11）
- G'zOne TYPE-L CAL21（CDMA CAL21）

### ソフトバンクモバイル
主にN。カシオ日立時代はCAも発売されていた。

#### SoftBank 3G
- SoftBank 840N
- SoftBank 001N

#### SoftBank スマートフォン
- MEDIAS CH SoftBank 101N

### 海外市場向け
基本的にアメリカ合衆国向け・韓国向けに供給される機種がCAとなり、その他の国で供給される機種がNとなる。

#### CA
ベライゾン・ワイヤレス（アメリカ合衆国）
- G'zOne Ravine - ベース機種は存在しない。NECカシオ初の海外向けモデル。
- G'zOne Commando - IS11CAのベース機種。
- G'zOne Ravine2 - ベース機種は存在しない。G'zOne Ravineのマイナーチェンジモデル。
- G'zOne COMMANDO 4G LTE - CAL21／CA-201Lがベース。

LG U+（韓国）
- G'zOne CA-201L - CAL21がベース。

#### N
AT&T（アメリカ合衆国）
- NEC TERRAIN - ベース機種は存在せず、MEDIASブランドには含まれない。QWERTYキーボードを搭載した法人向けスマートフォン。

Telcel（メキシコ）
- MEDIAS NEC-101T - N-06Cがベース。
- MEDIAS U NE-103T - ベース機種は存在しない。

タイ市場向け
- MEDIAS NEC-101S - N-06Cがベース。

### その他
N
- MEDIAS NEC-102 - BIGLOBE 3Gおよびイオンリテール販売専用端末。N-06Cベース。
- MEDIAS NE-202 - BIGLOBE LTE・3G専用端末。N-07Dベース。

## 沿革
- 2009年12月22日 - NECの完全子会社としてNECカシオ モバイルコミュニケーションズ株式会社が設立される[11]。この時点では「NECカシオ」と「モバイルコミュニケーションズ」の間に空白が入っていた。
- 2010年5月1日 - CHMCの吸収合併を延期、NECのモバイルターミナル事業本部のみを承継し事業開始[12]。この時「NECカシオ」と「モバイルコミュニケーションズ」の間にあった空白が消え、NECカシオモバイルコミュニケーションズ株式会社に改称。
- 2010年6月1日 - CHMCを吸収合併。東大和事業場となる。
- 2013年7月31日 - この日を以ってスマートフォンの新規開発を中止。スマートフォンの販売は現行製品の在庫のみとなる[5]。
- 2013年12月27日 - カシオ計算機と日立製作所が有する全株式をNECが買い取り、NECの完全子会社に戻る[7]。
- 2014年2月 - 資本金を50億円から4億円に減資。
- 2014年10月 - 社名をNECモバイルコミュニケーションズ株式会社に改称。
- 2016年3月1日 - 親会社のNECに「事業譲渡」。
- 2016年3月24日 - 法人としてのNECモバイルコミュニケーションズが解散。
- 2016年9月9日 - 清算結了に伴い、法人格消滅。登記簿閉鎖。

以下、補足。
- 2021年3月31日 - NEC製携帯電話のサポートが終了[1]。
- 2022年3月31日 - CDMA 1X WIN（au 3G）サービス終了・停波に伴い、全ての日立製携帯電話が使用不能になる。
- 2024年4月15日 - SoftBank 3Gサービス終了・停波に伴い、全てのカシオ製携帯電話が使用不能になる。
- 2026年3月31日予定 - FOMAサービス終了・停波に伴い、全てのNEC製携帯電話が使用不能になる。

## 拠点

### 本社
- 神奈川県川崎市中原区下沼部1753 NEC玉川事業場

### 生産拠点
- NEC - 埼玉日本電気（NEC埼玉） - 埼玉県児玉郡神川町元原300-18